# Бушівський заказник
Бушівський — ландшафтний заказник місцевого значення біля села Бушеве Рокитнянського району Київської області. Створений відповідно до рішення Київського обласного виконавчого комітету від 12 січня 1987 за № 5 з метою захисту насаджень сосни, дубу, модрини.

## Загальні відомості
Землекористувачем території заказника є Державне підприємство «Богуславське лісове господарство». Розташований у чотирьох окремих ділянках Бушівського лісництва, займаючи всі виділи кварталів 19, 36 та у кварталі 18 виділи 4, 16, 20, у кварталі 37 виділи 2, 3, 4.
Площа заказника 148 гектарів а адміністративних межах Бушівської сільської ради.

## Опис
У масиві лісу ДП «Богуславське лісове господарство» виокремлено дві великі ділянки лісу у кварталах 19 і 36 з прилеглими виділами кварталу 37 і окремо розміщені виділи кварталу 18. Ці три лісові ділянки складають терени ландшафтного заказника «Бушівський», розташованого на південь від селищ Бушеве і Синява.
У кварталі 19 присутній старовіковий мішаний ліс. Можливо, тут розміщено одне з найдавніших насаджень сосново-дубового лісу Київщини. У кварталі виявлено дуби черещаті (Quercus robur L.) з діаметром стовбура 1,0 м — 1,9 м, веймутові сосни (Pinus strobus L.) діаметром стовбура понад 1,0 метра, модрини (Larix decidua Mill.) з стовбуром діаметром понад 1,5 метри.
У виділах кварталу 18 переважають молоді насадження листяних порід, серед яких зустрічаються старі дерева, зокрема старовіковий дуб.
У кварталах 36 та 37 переважають старовікові та середньовікові насадження. Тут ростуть ділянки мішаного і листяного лісів. Із західної сторони майже цілий виділ займають модрини, чия висота сягає близько 40 метрів. З північної сторони біля меж заказника виявлено старовіковий дуб, вік якого може сягати 400–450 років. Науковці пропонують оголосити його ботанічною пам'яткою природи місцевого значення «Синявський дуб».
У заказнику ростуть дерева видів буки (Fagus), бундук канадський (Gymnocládus dióicus), горіх сірий (Juglans cinerea L.) віком 110–130 років.
Підлісок у лісостані добре виражений, доволі густий. Він переважно складається із ліщини (Corylus avellana L.), калини (Viburnum opulus), горобини (Sorbus aucuparia), крушини ламкої (Frangula alnus Mill.), жимолості (Lonicera). У різноманітному рослинному надґрунтовому покриві зустрічається герань лісова (Geranium silvaticum), суниця (Fragaria), чина весняна (Lathyrus vernus), орляк (Pteridium aquilinum), фіалка собача (Viola canina), купина лікарська (Polygonatum Mill.), буквиця (Betonica). Товщина лісової підстилки становить до 3 см.
У масиві лісу є поширеними дикі свині (Sus scrofa), козулі (Capreolus capreolus (Linnaeus, 1758)). Зустрічаються гніздування канюка (Buteo buteo). На теренах заказника віднайдено популяцію жука-оленя (Lucanus cervus), що харчується соком старих дубів і чиї личинки мешкають в загниваючій дубовій деревині, занесеного до Червоної книги України.